# Massachusetts Bay Transportation Authority

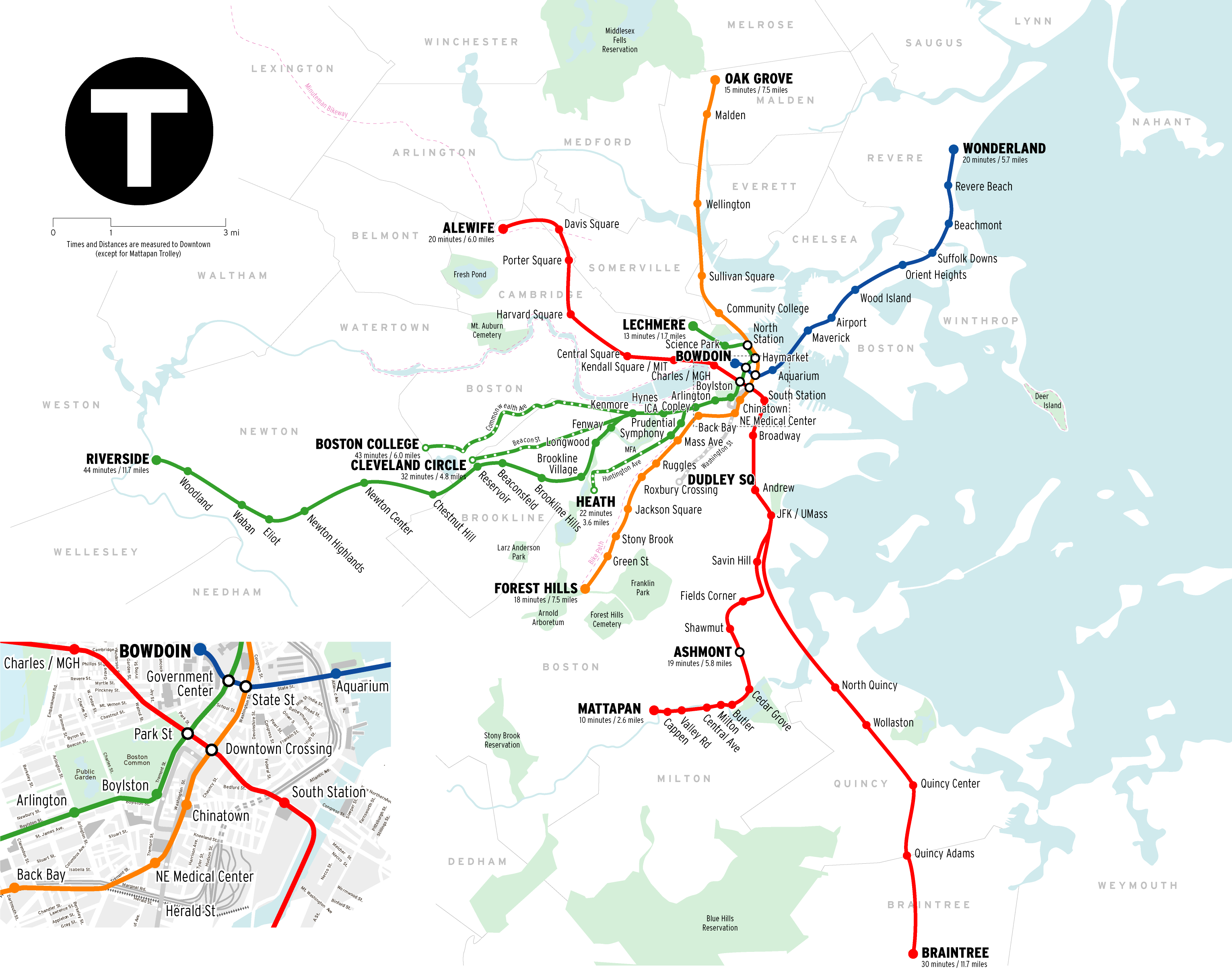
U-Bahn- und Straßenbahnnetz der MBTA

Die Massachusetts Bay Transportation Authority, kurz MBTA, ist der Betreiber des öffentlichen Personennahverkehrs (ÖPNV) in Boston und Umgebung. Die MBTA betreibt in der Region Massachusetts Bay elf Eisenbahn-, drei U-Bahn-, vier Straßenbahn-, sechs Oberleitungsbus- und 150 Omnibus-Linien. Umgangssprachlich wird das Verkehrsunternehmen meist T genannt. Die MBTA ist zudem das größte Unternehmen im Bereich des ÖPNV in der gesamten Metropolregion Greater Boston.

## Geschichte

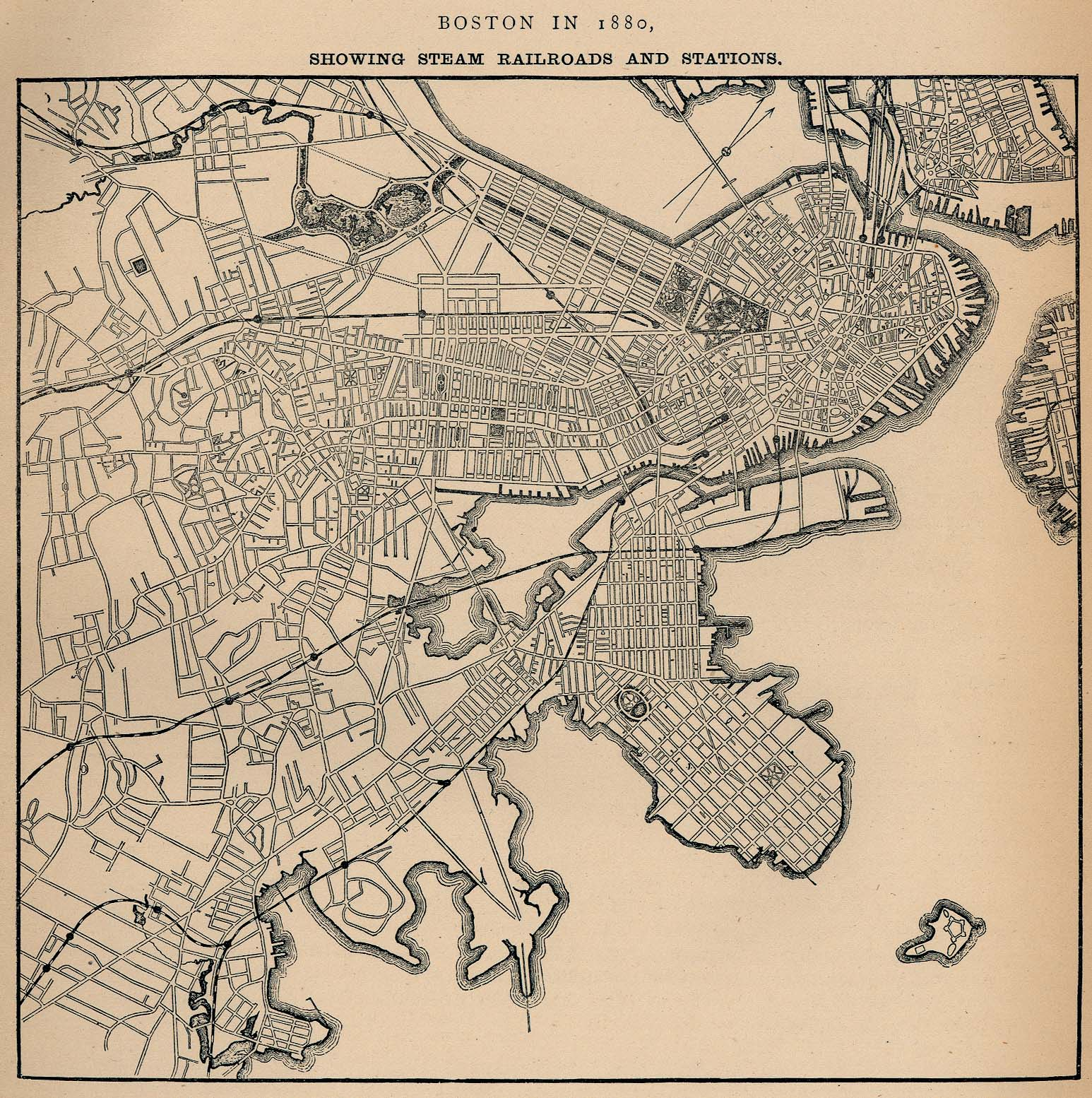
Karte der Dampfeisenbahnen in Boston aus dem Jahr 1880 des U.S. Census Bureau

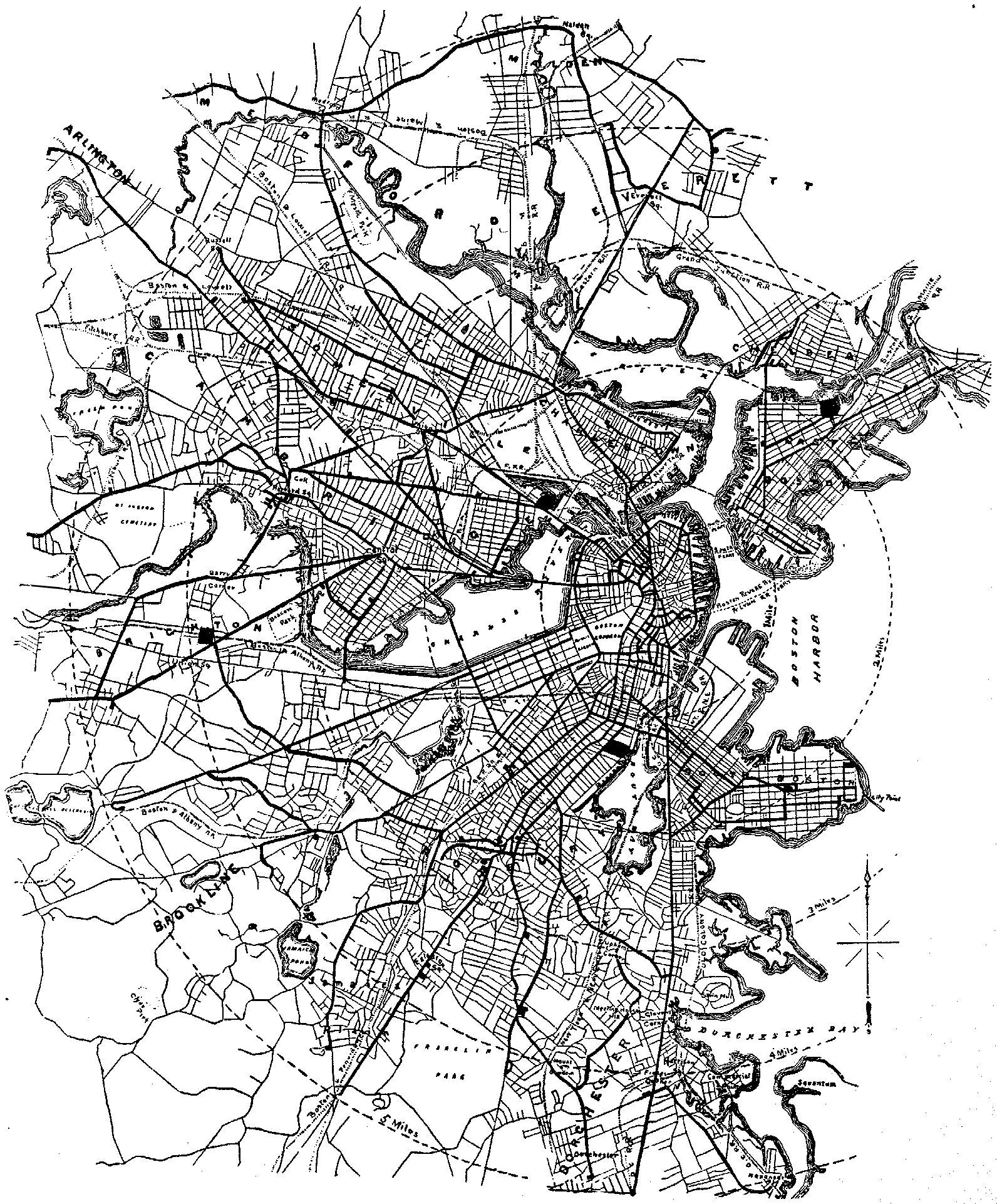
Das geplante West-End-Street-Schienennetz im Jahr 1885; die Konsolidierung dieser Linien wurde 1887 abgeschlossen.

Der Bostoner ÖPNV wurde bis zur Schaffung der Metropolitan Transit Authority (MTA) im Jahr 1947 von privaten Unternehmen organisiert, denen vom Bundesstaat häufig besondere Befugnisse einschließlich der Ermächtigung zu Enteignungen zur Schaffung begrenzter Monopole sowie zur Erlangung eines Wegerechts erteilt wurden. Die Entwicklung des Massentransports folgte dabei sowohl ökonomischen als auch auf die Bevölkerung bezogenen Kriterien und gestaltete dabei die Ausprägung dieser Kriterien zugleich mit.

### Eisenbahn
Kurz nachdem die Dampflokomotive für den Massentransport von Gütern und Menschen praktisch nutzbar wurde, gründete sich im Jahr 1830 die private Bahngesellschaft Boston and Lowell Railroad. Sie verband insbesondere die Städte Boston und Lowell über eine der ältesten Eisenbahnstrecken in Nordamerika miteinander. Dieser Zeitpunkt markiert den Beginn der Entwicklung des US-amerikanischen Schienenpersonennahverkehrs, die in Massachusetts in der Etablierung des Commuter-Rail-Systems der MBTA und der Einrichtung der Linie Green Line D mündete.

### Straßenbahn
Am 26. März 1856 nahm mit der Cambridge Railroad die erste Bostoner Straßenbahnlinie ihren Betrieb auf, und eine Vielzahl weiterer Gründungen folgte. Später gab es mehrere Phasen der Konsolidierung, und die zunächst als Pferdewagen konzipierten Fahrzeuge wurden durch elektrische Straßenbahnwagen ersetzt.

### U-Bahnen und aufgeständerte Schienenwege

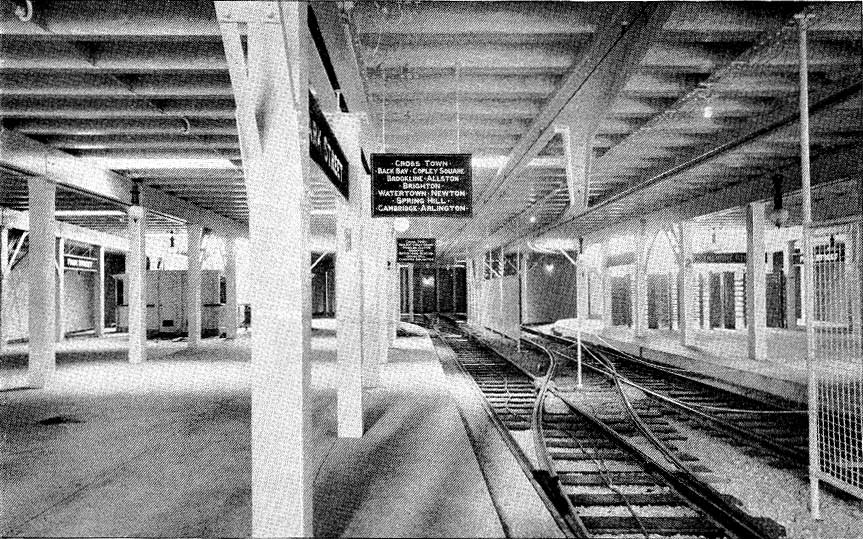
Die MBTA-Station Park Street der Green Line kurz nach ihrer Eröffnung, ca. 1898

Die beständig zunehmende Verkehrsbelastung und die Vielzahl an Straßenbahnen im Stadtzentrum von Boston führte ab 1897 zum Bau von U-Bahnen und ab 1901 auch zur Errichtung von Hochbahnen. Der Bostoner Tremont Street Subway war der erste U-Bahn-Tunnel in den Vereinigten Staaten. Die neuen Bahnstrecken boten zum einen zusätzliche Transportkapazitäten und zum anderen waren die darauf verkehrenden Züge regelmäßig pünktlich, da sie kreuzungsfrei fahren konnten.
Die erste Hochbahn und die erste Rapid-Transit-Linie in Boston wurden zwar drei Jahre vor der New York City Subway errichtet, jedoch 34 Jahre nach den ersten Linien der London Underground. Im Laufe der Zeit wurde der erste U-Bahn-Tunnel verlängert und es entstanden neue Abzweigungen. Auch die Hochbahnen wurden beständig ausgebaut. Parallel dazu wurden häufig Straßenbahnlinien verkürzt oder eingestellt.

### Busse
Im Jahr 1922 begann die Boston Elevated Railway damit, Straßenbahnlinien durch Busse zu ersetzen. Im Jahr 1930 fuhr zum letzten Mal ein Straßenbahnwagen der Middlesex and Boston Street Railway, und 1936 wurden erstmals Oberleitungsbusse eingesetzt.

### Entwicklung der MTA zur MBTA
Die alten aufgeständerten Schienenwege waren mit der Zeit sehr unansehnlich geworden und erforderten aufgrund der verworrenen Bostoner Straßen an verschiedenen Stellen sehr scharfe Kurven, was das Ansehen der Hochbahnen insgesamt sinken ließ. 1938 musste die Atlantic Avenue Elevated aufgrund sinkender Passagierzahlen den Betrieb einstellen und wurde 1942 schließlich abgerissen. Mit der Zeit wurde der Passagiertransport über Schienenwege vor allem durch die aufkommende Verbreitung von Automobilen zunehmend unprofitabel, und so übernahmen lokale Behörden die noch bestehenden Strecken, um weiterem Verfall und Abriss vorzubeugen. Die MTA übernahm in diesem Zuge im Jahr 1947 alle U-Bahnen, Hochbahnen, Straßenbahnen und Buslinien der Boston Elevated Railway. In den 1950er Jahren baute die MTA die U-Bahn-Strecken weiter aus und ersetzte die letzten beiden über das Pleasant Street Portal in den Tremont Street Subway führenden Straßenbahnlinien in den Jahren 1953 und 1962 durch Busse.
Am 3. August 1964 wurde die MBTA als offizieller Rechtsnachfolger der MTA gegründet und war seitdem auch für ein größeres Gebiet zuständig – der ursprüngliche Zuständigkeitsbereich der MTA von 14 Städten und Gemeinden wurde in diesem Zuge auf 78 ausgedehnt. Die MBTA wurde teilweise auch deshalb gegründet, um bereits bestehende Strecken des Schienenpersonennahverkehrs zu subventionieren. Sie erwarb von 1973 bis 1976 in mehreren Schritten weitere Strecken und bewahrte sie vor der endgültigen Schließung. Bis 1999 wurde die Zuständigkeit der MBTA auf insgesamt 175 Städte und Gemeinden ausgeweitet.
Im Jahr 1965 wies die MBTA ihren vier Straßen- und U-Bahn-Linien Farben zu und fügte den Zweigen der Green Line von Nord nach Süd aufsteigende Buchstaben zu. Neben anderen Faktoren führte ein Mangel an Fahrzeugen dazu, dass bei der Green Line Einschnitte erforderlich wurden. Die Green Line A stellte ihren Betrieb 1969 ein und wurde durch die Buslinie 57 ersetzt, während das ehemalige Teilstück der Green Line E von der Station Heath Street bis zum Arborway seit dem Jahr 1985 durch einen Schienenersatzverkehr bedient wird.
Die MBTA kaufte darüber hinaus im Jahr 1968 Buslinien der Eastern Massachusetts Street Railway in den nördlichen und südlichen Vororten hinzu, von denen die meisten der Routen an den äußeren Rändern des Streckennetzes jedoch aufgrund geringer Passagierzahlen und hoher Betriebskosten kurz vor bzw. kurz nach der Übernahme eingestellt werden mussten.
In den 1970er Jahren erhielt die MBTA eine große Unterstützung durch das Programm Boston Transportation Planning Review, mit dem im gesamten Einzugsgebiet die Rolle des Massentransports im Vergleich zu den Highways neu bewertet wurde. Aufgrund der Ergebnisse des Programms wurden ein Moratorium zum Bau neuer Highway-Abschnitte auf der Massachusetts Route 128 eingesetzt und die Erweiterung mehrerer ÖPNV-Linien geplant. Zugleich wurde der Abriss der Hochbahnstrecken fortgesetzt, wobei die Schließung der Washington Street Elevated zugleich das Ende der ÖPNV-Anbindung zum Stadtteil Roxbury bedeutete. Von 1971 bis 1985 wurde die Red Line sowohl in nördlicher als auch in südlicher Richtung ausgebaut, was neben einer Ausdehnung des U-Bahn-Netzes auch die Errichtung von großen Parkhäusern an den größeren Haltestellen und Bahnhöfen zur Folge hatte. Somit wurde zugleich die prekäre Parkplatzsituation etwas entschärft.

### Schmiergeldaffäre
Am 30. April 1981 fand der damalige Generaldirektor der MBTA James O’Leary auf seinem Schreibtisch einen Briefumschlag mit der Beschriftung „To Jim O'Leary For B.M.L.“. Da er nur einen kurzen Blick auf den Adressaten geworfen hatte, war er der Meinung, dort stehe „To Jim O'Leary From B.M.L.“ und öffnete den Umschlag, der jedoch eigentlich für den Staatssekretär für Verkehrswesen Barry Myles Locke gedacht war, der zugleich Vorsitzender der MBTA war. Im Inneren des Umschlags befanden sich vier weitere, immer kleiner werdende Umschläge. Der kleinste von ihnen enthielt zehn Einhundert-Dollar-Scheine und eine anonym verfasste Nachricht an Locke, die ihn anwies, bei der Bestimmung des Preises, den ein Anwohner aus Belmont für ein ehemaliges MBTA-Grundstück zahlen muss, einen geringeren Wert als üblich anzusetzen. Noch am selben Abend ging O’Leary zum Haus des Generalstaatsanwalts von Massachusetts Francis Bellotti und übergab ihm die Umschläge und das Geld.
Am darauf folgenden Tag wurde Locke mit sofortiger Wirkung unbezahlt von seinem Amt suspendiert, nachdem der damalige Gouverneur Edward J. King erfahren hatte, dass Bellotti Untersuchungen im Hinblick auf den Verdacht der Korruption im Zusammenhang mit Vermietungen in der Boston South Station sowie mit der Vertragsgestaltung für Werbeflächen auf Fahrzeugen der MBTA durchführte. Die Ermittlungen führten zur Anklage von insgesamt 17 Personen – unter ihnen Locke – und einem Unternehmen aufgrund ihrer Verwicklungen in die systematischen Schmiergeldzahlungen.
Am 2. Februar 1982 wurde Locke in fünf Fällen der Konspiration zur Durchführung von Bestechung und Diebstahl schuldig gesprochen. Damit war er seit der Einführung des Kabinettsystems im Jahr 1970 der erste und ist bis heute der einzige Staatssekretär in Massachusetts, der während seiner Amtszeit wegen einer Straftat verurteilt wurde. Der Richter Rudolph Pierce beschrieb Locke als jemanden mit einem „unstillbaren Appetit“ auf monetären Profit und verurteilte ihn zu 7 bis 10 Jahren Haft im Hochsicherheitsgefängnis Massachusetts Correctional Institution – Cedar Junction.

### Entwicklung im 21. Jahrhundert

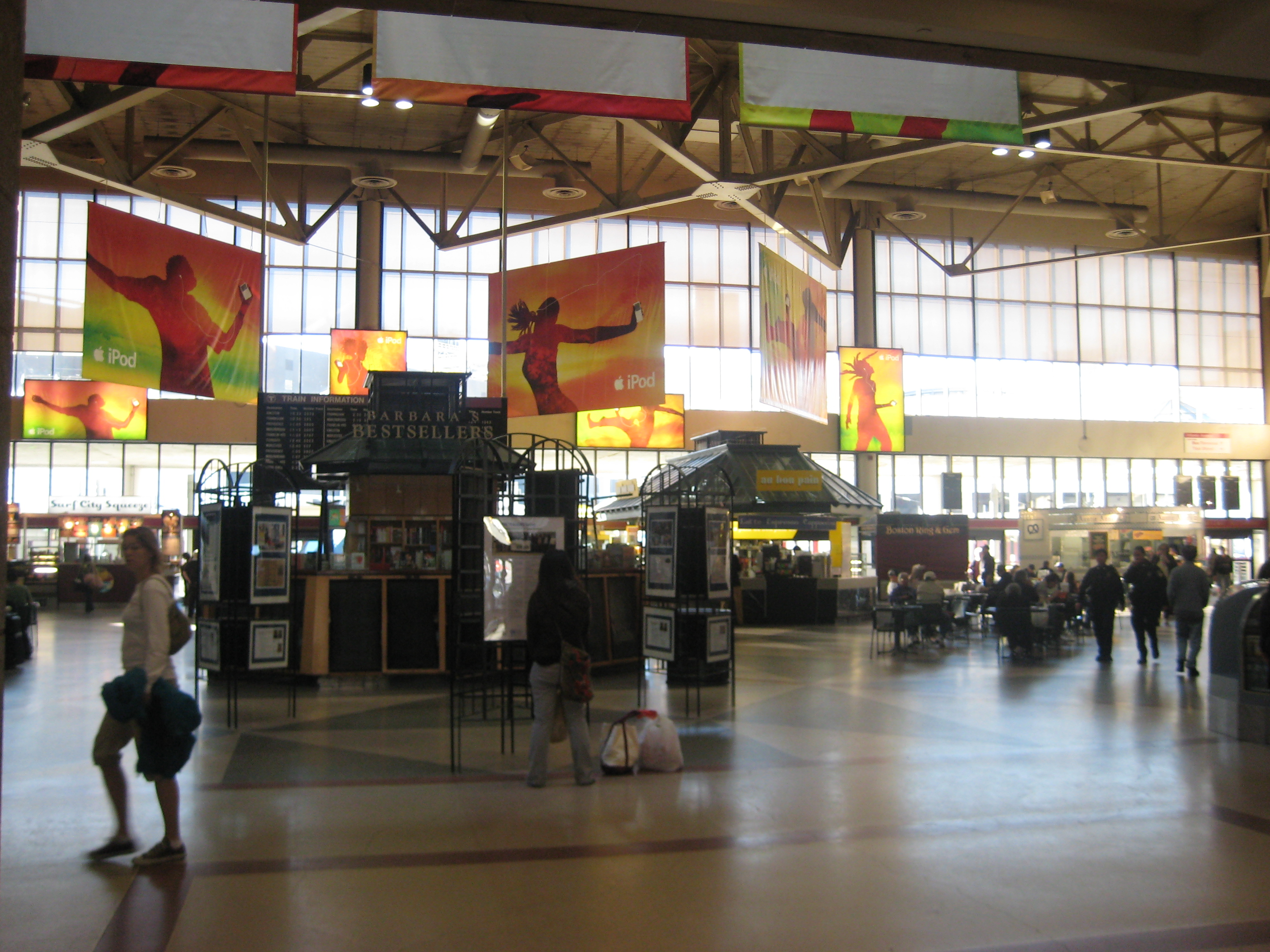
Innenansicht der Boston South Station, einem wichtigen Verkehrsknotenpunkt mit Anschlüssen an die Linien der MBTA, Amtrak und Greyhound Lines

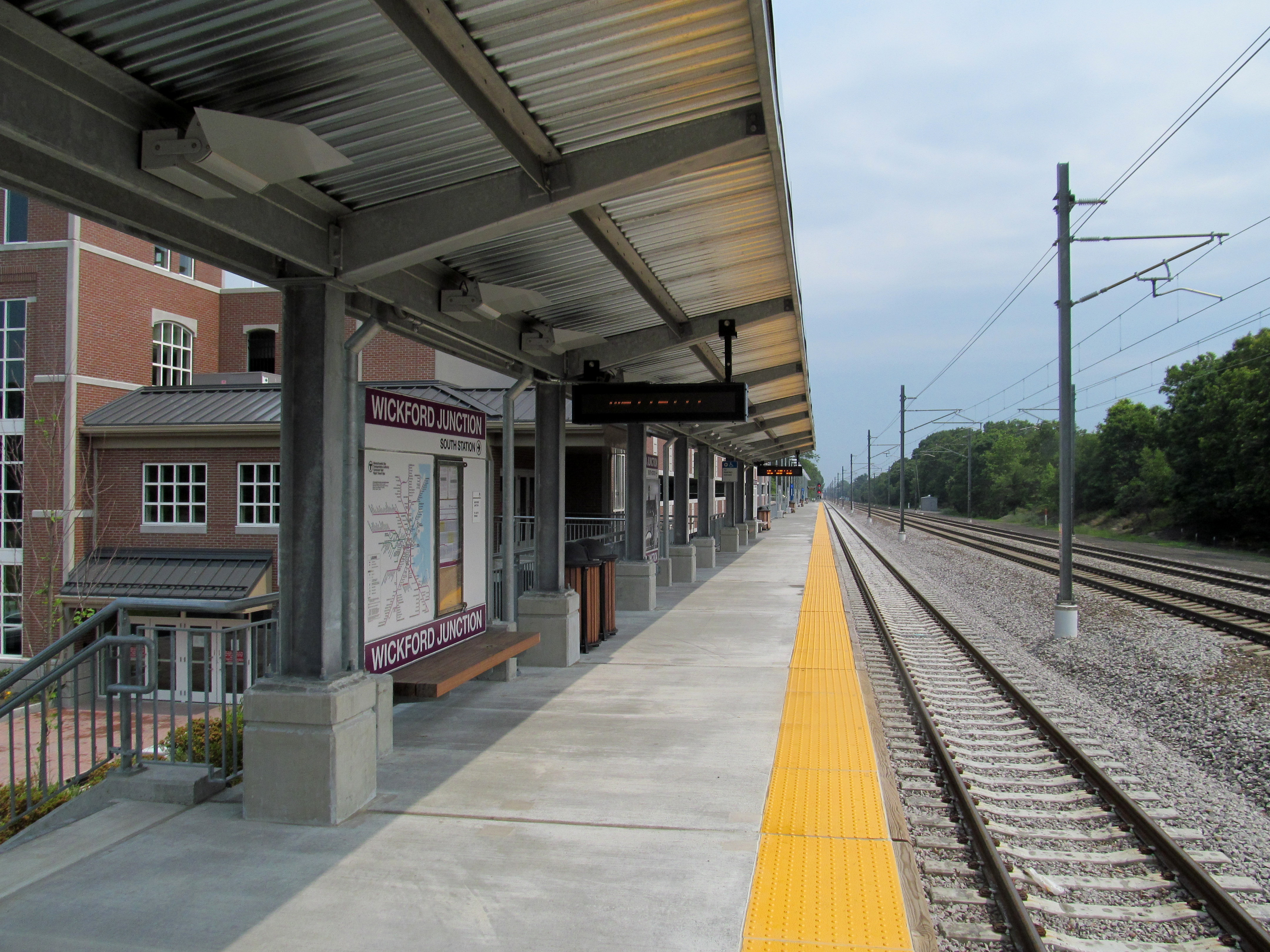
Die Station Wickford Junction in Rhode Island wurde im April 2012 eröffnet.

Im Jahr 2000 gab es in der Finanzierung der MBTA einen Wendepunkt. Bis zum 1. Juli 2000 wurden alle Verluste, die der MBTA nach Abzug aller Einnahmen entstanden, vollständig und automatisch durch den Staat Massachusetts ausgeglichen. Ab diesem Datum jedoch wurde der MBTA im Voraus ein gewisser Finanzrahmen zugestanden, der sich insbesondere an den erzielbaren Einnahmen in den bedienten Städten und Gemeinden orientierte. Hinzu kamen 20 % der vom Bundesstaat vereinnahmten Umsatzsteuer in Höhe von 5 %. Seitdem muss die MBTA mit diesem Budget haushalten.
Im Zuge des Big Dig wies der Staat Massachusetts die MBTA an, ihre Beförderungskapazitäten zu erhöhen, um die durch erhöhtes Straßenverkehrsaufkommen angestiegene Verschmutzung zu kompensieren. Die MBTA nutzte daraufhin die Bauarbeiten, um einen Teil der Green Line unterirdisch zu verlegen sowie die Stationen Haymarket und Boston North Station neu zu bauen. Allerdings musste sie dies aus den eigenen Mitteln finanzieren, da der Big Dig dafür keine Gelder vorsah, und geriet dadurch an die Grenze ihrer finanziellen Belastbarkeit. Seit 1988 ist die MBTA das am schnellsten wachsende Nahverkehrssystem, was auch zutraf, als die Metropolregion Greater Boston zu den am langsamsten wachsenden Metropolregionen der Vereinigten Staaten zählte, und geriet so an den Rand des Ruins. Als das Budget der MBTA im Jahr 2000 limitiert wurde, musste die Gesellschaft Schulden aufnehmen, um geplante Projekte sowie die obligatorischen Beteiligungen am Big Dig zu finanzieren. Dies führte dazu, dass die MBTA mit einem Betrag von geschätzten 9 Mrd. US-Dollar heute das ÖPNV-Unternehmen mit dem höchsten Schuldenstand in den USA ist.
Seit dem Ersatz der Causeway Street Elevated durch eine U-Bahn-Strecke im Jahr 2004 bilden einige Abschnitte der Red Line sowie ein kurzes Teilstück der Green Line die letzten noch existierenden Hochbahnstrecken in Boston.
Am 31. Oktober 2007 nahm die MBTA mit dem dritten Zweig der Old Colony Lines den Verkehr nach Scituate wieder auf.
Im Jahr 2008 gab der damalige Generaldirektor der MBTA Daniel Grabauskas bekannt, dass die bis dahin bereits seit Jahren übliche Praxis, in den Fahrplänen bereits veröffentlichte Fahrten ohne Information der Fahrgäste aus Kostengründen nicht durchzuführen, ab sofort beendet werde.

#### Unfälle
Am 28. Mai 2008 fuhr kurz nach 18 Uhr eine in westlicher Fahrtrichtung fahrende Straßenbahn der Green Line D zwischen den Stationen Waban und Woddland auf ein stehendes Fahrzeug auf. Mindestens sieben Personen wurden verletzt und der 24-jährige Fahrer getötet. Am 8. Mai 2009 stießen zwei Wagen der Green Line zwischen den Stationen Park Street und Government Center zusammen. Als Ursache stellte sich heraus, dass einer der beiden Fahrer zum Zeitpunkt des Unfalls eine SMS an seine Freundin in sein Mobiltelefon tippte. Als Konsequenz daraus wurde wenige Tage darauf die Benutzung von Mobiltelefonen während der Fahrt für die Fahrer von Bussen, Zügen und Straßenbahnwagen verboten.

#### Eingliederung in das MassDOT
Am 26. Juni 2009 unterzeichnete der damalige Gouverneur Deval Patrick ein Gesetz, das die MBTA gemeinsam mit anderen ÖPNV-Organisationen unter die Zuständigkeit des Massachusetts Department of Transportation (MassDOT) stellte. Seitdem gehört die MBTA zur dortigen Abteilung Mass Transit (MassTrans). Das Gesetz führte die Unternehmensstruktur der MBTA fort, änderte jedoch die Führungsebene so, dass diese seitdem aus den fünf vom Gouverneur ernannten Mitgliedern des MassDOT-Vorstands besteht.

#### Erweiterungen
Der Bundesstaat Rhode Island finanziert seit 1988 die Nahverkehrsanbindung nach Providence. In den Jahren 2010 und 2012 wurden zusätzliche Finanzmittel bereitgestellt, um Ausbaustrecken nach T. F. Green Airport und Wickford Junction zu finanzieren. Seit 2002 finden Modernisierungs- und Verbesserungsarbeiten an der Bahnstrecke Boston–Fairmount statt, wobei die erste neue Station Talbot Ave im November 2012 eröffnet werden konnte.

## Von der MBTA betriebene Verkehrsmittel

### U-Bahn
Die U-Bahn in Boston ist die älteste in den USA. Sie wurde kurz vor derjenigen in Chicago am 1. September 1897 als Tremont Street Subway eröffnet. Der damalige Streckenabschnitt ist heute Teil der Straßenbahn Green Line. Die U-Bahn umfasst heute insgesamt drei Linien, die Red, Orange und Blue Line. Die drei Linien haben keine Gleisverbindung zueinander.

#### Red Line
Die Red Line verkehrt zwischen "Alewife" und "Ashmont" bzw. "Braintree" und besteht aus einer Stammstrecke mit zwei Ästen (Gesamtlänge 37,7 km). Die Äste sind 28,3 und 18,8 Kilometer lang und werden in 48 bzw. 37 Minuten durchfahren. Der erste Abschnitt dieser Linie wurde am 23. März 1912 zwischen "Harvard Square" und "Park Street" eröffnet. Bemerkenswert ist die Überführung des Charles River in der Mitte der gleichzeitig errichten "Longfellow Bridge". Bis 1918 erfolgte in mehreren Abschnitten eine Verlängerung bis "Andrew". Der weitere Ausbau wurde in den 1920er Jahren durchgeführt:
- am 5. November 1927 von "Andrew" nach "Fields Corner"
- am 1. November 1928 weiter nach "Ashmont", wo Anschluss an eine Schnellstraßenbahn nach Mattapan besteht (eröffnet am 26. August 1929).

Zwischen den 1960er und 1980er Jahren wurde diese Linie weiter ausgebaut. Im Süden wurde mit der Linie nach "Braintree" eine Zweigstrecke geschaffen:
- am 1. September 1970 Eröffnung der Strecke JFK/UMass – Quincy Center (3 Stationen)
- am 22. März 1980 Eröffnung der Strecke Quincy Center – Braintree (die Zwischenstation "Quincy Adams" kam 1983 hinzu)

Im Norden erfolgte eine vollständig unterirdische Verlängerung von "Harvard Square" nach "Alewife".
- am 8. Dezember 1984 von "Harvard Square" nach "Porter"
- am 30. März 1985 von "Porter" nach "Alewife"

Für diese Linie stehen 290 Wagen der Baujahre 1969 bis 1993 zur Verfügung. Ab 2019 sollen die ältesten Fahrzeuge der Flotte durch 132 neue Fahrzeuge des chinesischen Herstellers CNR ersetzt werden.

#### Orange Line
Die Orange Line (eröffnet 1901) von "Oak Grove" nach Forest Hills ist 18,0 Kilometer lang und wird in 33 Minuten durchfahren. Sie ist die älteste "echte" U-Bahn-Linie in den USA.
Das erste Teilstück wurde am 10. Juni 1901 in einem drei Kilometer langen Stadttunnel parallel zum bestehenden Tremont Street Subway (heute Teil der Green Line) eröffnet. Am 1. September 1908 wurde die Trasse dann in einen neu errichten Tunnel in der Washington Street verlegt. Die übrige Strecke wurde als Hochbahn errichtet und führte von "Everett" nach "Forest Hills". Außerdem gab es in der Innenstadt von Boston eine weitere Hochbahnstrecke, die in der Atlantic Avenue verlief (daher der Name Atlantic Avenue Elevated) und 1938 stillgelegt wurde. Ein Teil der Trasse wurde später für die Hochautobahn (Central Artery) genutzt.
Die nördliche Hochbahnstrecke zwischen der Boston North Station und "Everett" wurde 1975 stillgelegt und abgerissen und durch eine neue Strecke nach "Oak Grove", die teilweise im Tunnel verläuft, ersetzt. Dabei entstand in Wellington auch eine neue Betriebswerkstatt.
Die südliche Hochbahnstrecke in der Washington Street wurde 1987 durch eine ebenerdig geführte Strecke entlang des Nordostkorridors ersetzt, welche vom "New England Medical Center" nach "Forest Hills" führt (8 Stationen). Der neue Endbahnhof liegt nur wenige Meter neben dem alten, der aber, wie die gesamte Hochbahn, abgerissen wurde.
Auf der Orange Line kommen insgesamt 120 Wagen zum Einsatz, die 1981 vom Unternehmen Hawker Siddeley gebaut wurden. Ab 2018 soll die bestehende Flotte durch 152 neue Fahrzeuge des chinesischen Herstellers CNR ersetzt werden.

#### Blue Line

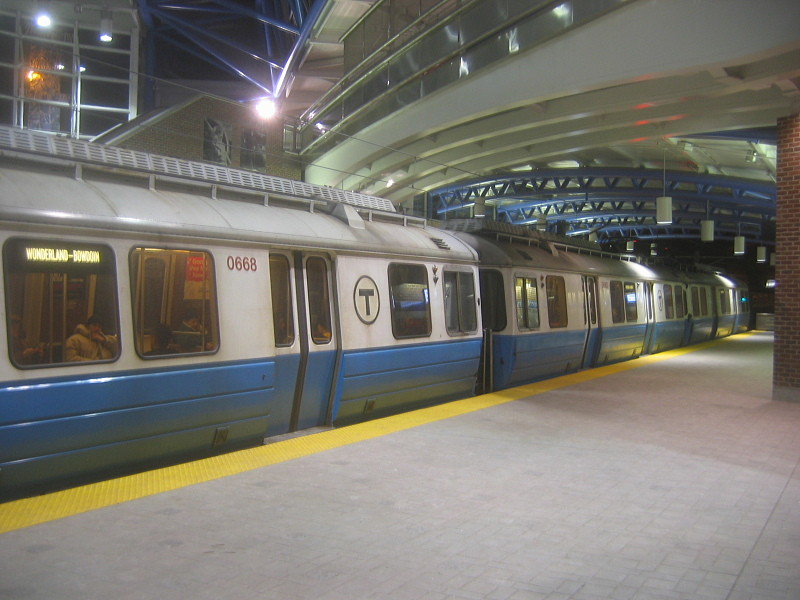
Zug der Blue Line am Logan Airport-Bahnhof

Die Blue Line hat eine Streckenlänge von 9,6 Kilometern und wird in 23 Minuten durchfahren. Sie ist die kürzeste U-Bahn-Linie Bostons.
Der erste Abschnitt dieser auch als "East Boston Line" bezeichneten Strecke zwischen Government Center und "Maverick" wurde am 30. Dezember 1905 für den Straßenbahnbetrieb eröffnet. Die circa 0,8 Kilometer lange Unterquerung des Hafens war einer der ersten Unterwassertunnel in den Vereinigten Staaten. Am 16. März 1916 wurde die Verlängerung nach "Bowdoin" dem Verkehr übergeben. Die Adaptierung zur Voll-U-Bahn erfolgte 1924. Nach dem Zweiten Weltkrieg wurde die Linie auf der Trasse einer ehemaligen Schmalspurbahn (der Boston, Revere Beach and Lynn Railroad) in den Jahren 1952 (bis Orient Heights) beziehungsweise 1954 (bis Wonderland) verlängert und die heutige Streckenführung hergestellt. Dabei entstand in Orient Heights auch eine Betriebswerkstatt.
Die Blue Line weist heute aus historischen Gründen einige Besonderheiten auf:
- die Station "Bowdoin" bildet eine Wendeschleife, der Bahnsteig befindet sich zwischen beiden Gleisen und weitet sich zur Schleife hin auf
- die Strecke wird mit zwei Stromzuführungssystemen betrieben: zwischen "Bowdoin" und "Airport" fahren die Züge mit einer seitlichen Stromschiene, zwischen "Airport" und "Wonderland" entnehmen sie dem Strom einer Oberleitung.
- der enge Radius innerhalb der Schleife in "Bowdoin" erlaubt nur den Einsatz von Fahrzeugen mit einer maximalen Länge von 14,63 Metern (48 ft), die Fahrzeuge der Orange und Red Line sind im Gegensatz dazu 21,34 Metern (70 ft) lang.

Der Fahrzeugpark wurde von 2007 bis 2009 vollständig erneuert und besteht aus 96 Wagen (Einheiten aus je zwei festgekuppelten Wagen) von Siemens.

### Straßenbahn

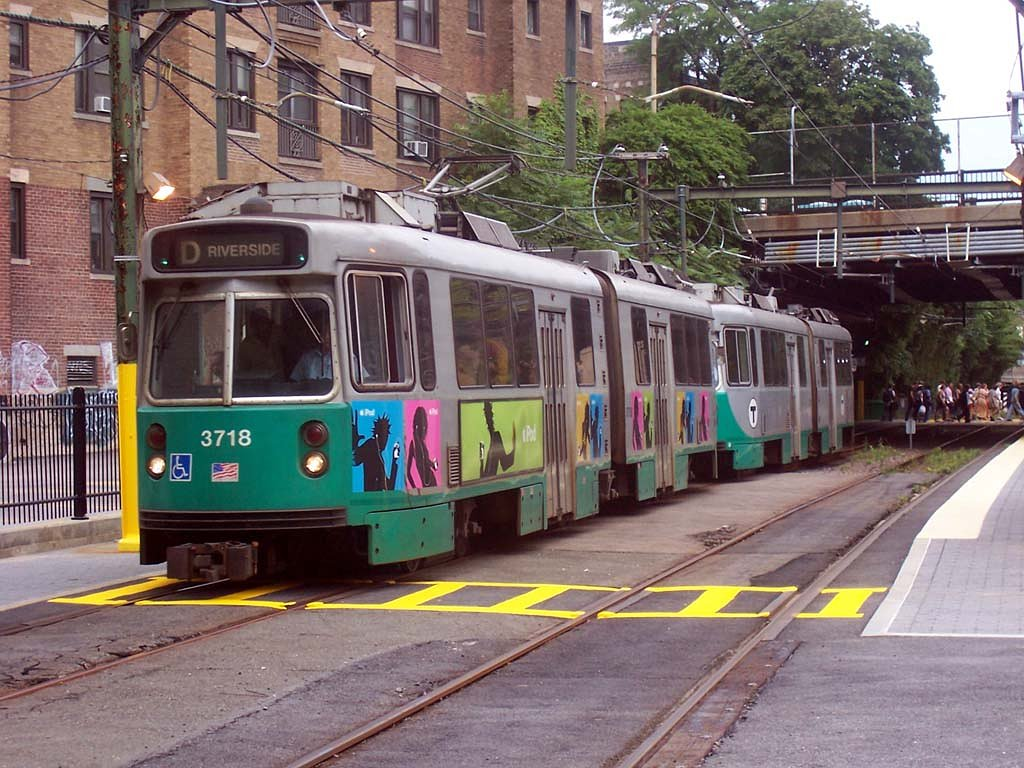
Ein Straßenbahnzug der Green Line

Die erste Straßenbahnlinie in Boston wurde am 26. März 1856 eröffnet. Heute existiert in der Innenstadt nur noch eine Straßenbahnlinie, die Green Line. Durch Aufzweigungen in den westlichen Vororten in die vier Äste B, C, D und E ist die Green Line allerdings faktisch ein Straßenbahnnetz mit vier Linien. Im Stadtzentrum fährt sie seit 1901 unterirdisch. Damit war sie weltweit die erste unterirdische Straßenbahn.
Eine weitere Straßenbahnlinie verkehrt als Zubringer zur Red Line im Stadtteil Mattapan.

### Eisenbahn

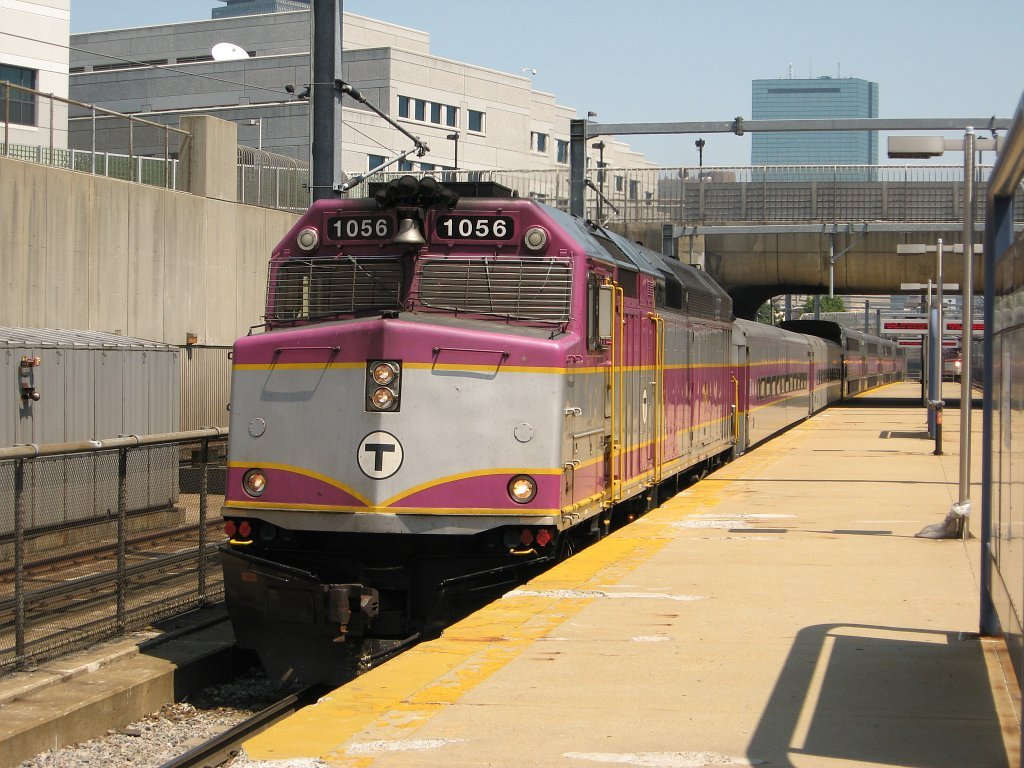
F 40PH-EMD-Lokomotiven ziehen die meisten Züge der MBTA

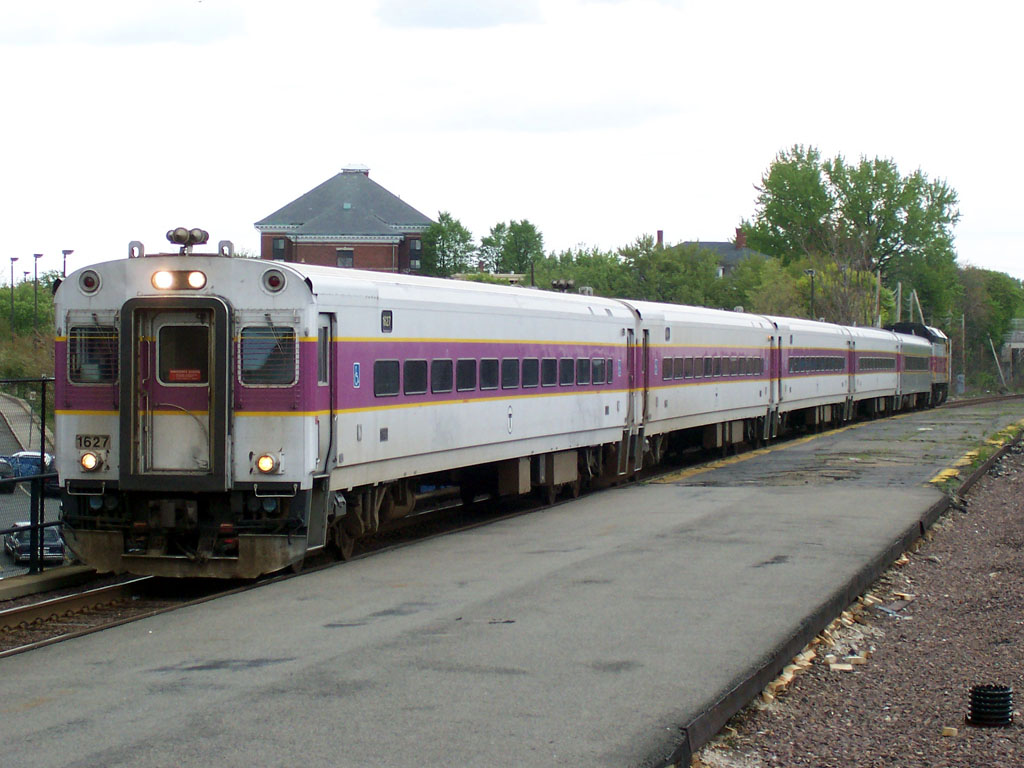
Ein Vorortzug der MBTA in Lynn Central Square

Elf Eisenbahnlinien verbinden die Vororte von Boston mit den beiden Bahnhöfen der Innenstadt. Das ausgedehnte Eisenbahnnetz rund um Boston wurde früher von drei Bahnunternehmen mit Vorortverkehr versorgt: New York Central Railroad und New Haven operierten vom Südbahnhof aus, beide Gesellschaften vereinigten sich 1969 zu Penn Central. Vom Nordbahnhof verkehrte die Boston and Maine Railroad.
1964 wurden durch die die MBTA nicht nur die U-Bahn-, Straßenbahn-, Oberleitungsbus- und Omnibuslinien finanziert, sondern auch anteilig der privat betriebene Vorortverkehr der Eisenbahn. In den 1970er Jahren wurden einige Strecken der Penn Central und B&M von der MBTA gekauft. Die B&M übernahm 1977 auch den Vorortverkehr der inzwischen bankrotten Penn Central, die inzwischen mit anderen Konkurs gegangenen Eisenbahngesellschaften im Nordosten der Vereinigten Staaten zur Conrail zusammengefasst wurde. Conrail betrieb außer im Raum Boston bis 1982 Vorortverkehre im Bereich des Nord-Ost-Korridors. 1987 gab die B&M den Vorortverkehr an die MBTA ab, die die amerikanische Fernverkehrsgesellschaft Amtrak mit dem Betrieb des Vorortverkehrs beauftragte.
Nach einer von der MBTA erfolgten Ausschreibung wurde von 2003 bis 2014 der Vorortverkehr von der Massachusetts Bay Commuter Railroad Company erbracht. Diese Firma war eine Kooperation aus dem amerikanischen Tochterunternehmen Veolia der Veolia Transportation, dem Fahrzeughersteller Bombardier Transportation und dem Betriebsdienstleister Alternate Concepts. Eingesetzt wurden Dieselzüge mit einstöckigen und doppelstöckigen Wagen auch auf der elektrifizierten Korridorstrecke Richtung New York, die MBTA bis Providence befährt. Das Zugpersonal wurde von der Frachtgesellschaft CSX Transportation gestellt.
Seit 2014 besteht ein, im Jahr 2020 bis mindestens 2025 verlängerter, Verkehrsvertrag mit Keolis Commuter Services.

### Oberleitungsbus
Nachdem in Boston bereits zwischen vom 17. September 1933 bis zum 31. März 1963 ein Oberleitungsbusnetz bestand, führte die MBTA am 17. September 2004 ein neues – teilweise unterirdisch geführtes – System ein. Es besteht aus den Linien SL1 und SL2 (bis 2009 auch SL3) die ausschließlich mit Duo-Bussen betrieben und als Silver Line vermarktet werden. Zum Silver-Line-Linienverbund gehören auch die Bus-Rapid-Transit-Linien SL4 und SL5.
Der Oberleitungsbus Cambridge wurde am 11. April 1936 eröffnet und besteht heute aus den vier Linien 71, 72, 73 und 77A. Erstere bedient dabei auch die Nachbarstadt Watertown. Am 30. Juni 2023 wurde in Boston der Trolleybusverkehr komplett eingestellt.

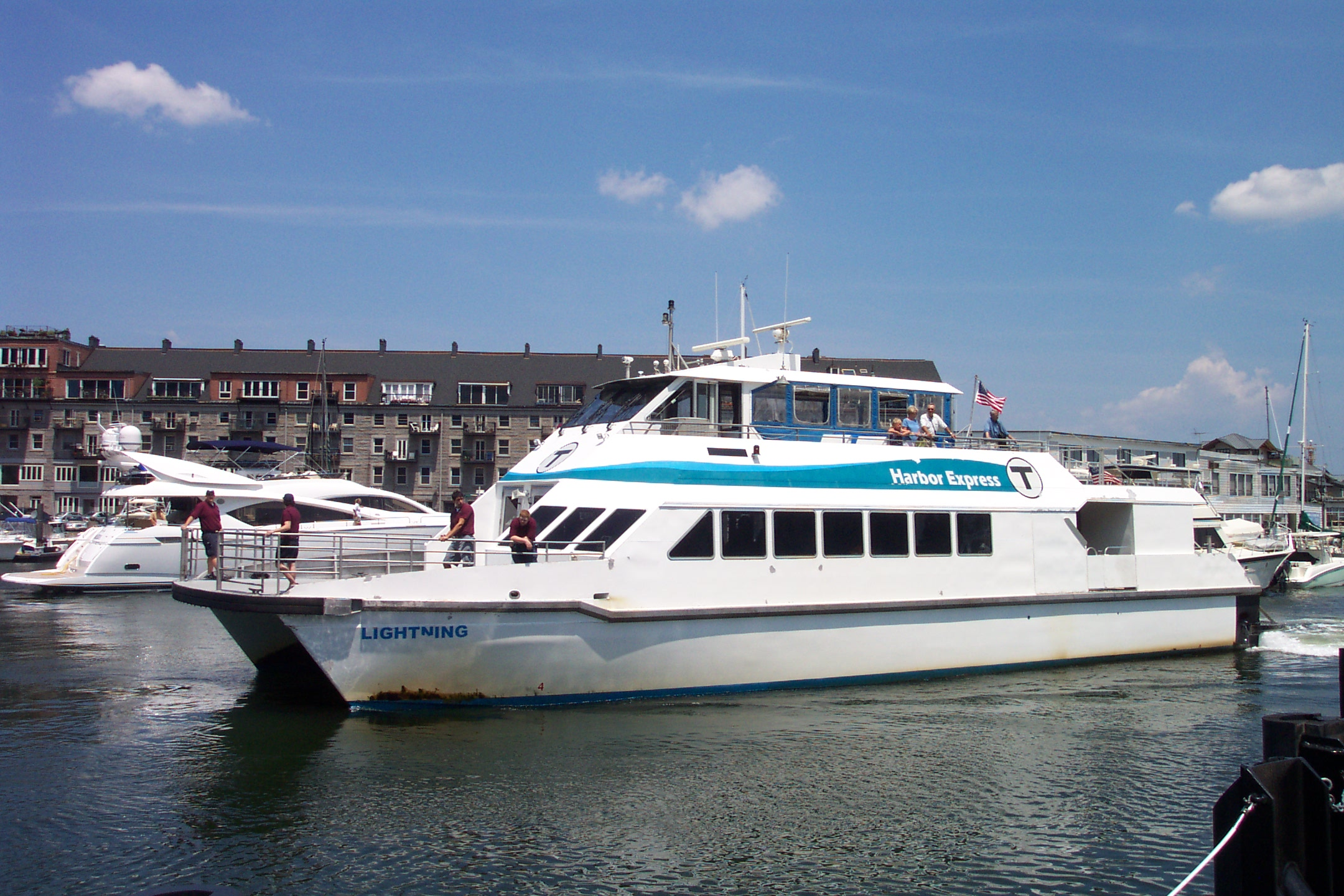
Eine Fähre aus Quincy fährt auf die Anlegestelle Long Wharf in Boston zu.

### Fähre
Die MBTA unterhält diverse Fährrouten mit zentraler Anlegestelle im Boston Harbor. Neben Linienverkehren innerhalb des Hafenbeckens (beispielsweise zur Anbindung der Innenstadt an die Boston Naval Shipyard in Charlestown) bietet das Unternehmen Verbindungen nach Hingham, Hull, Salem und Quincy. Auch der Logan International Airport wird angebunden.